# Alte Pfarrkirche Navis

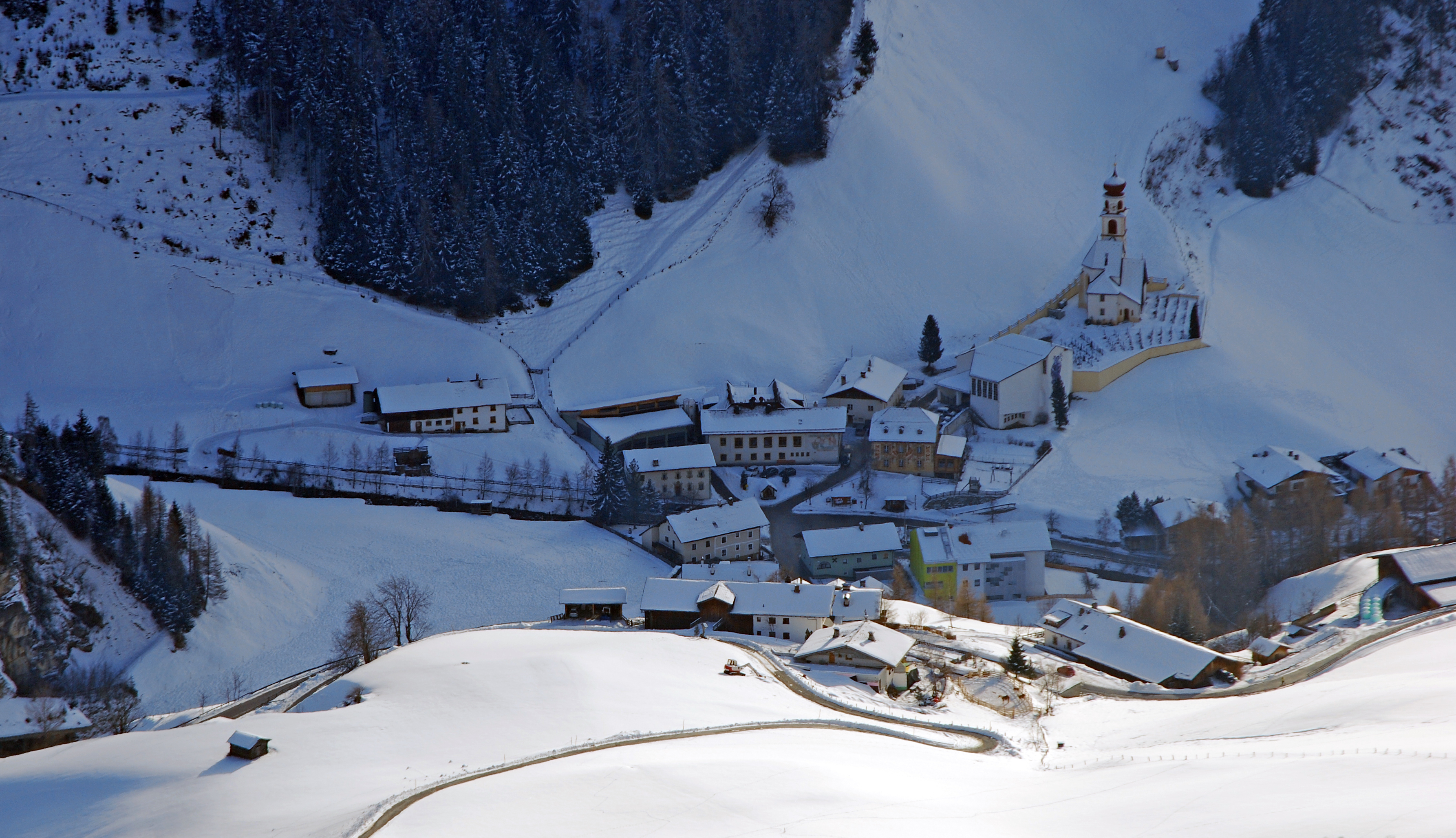
Alte Pfarrkirche mit Friedhof rechts oben in Navis

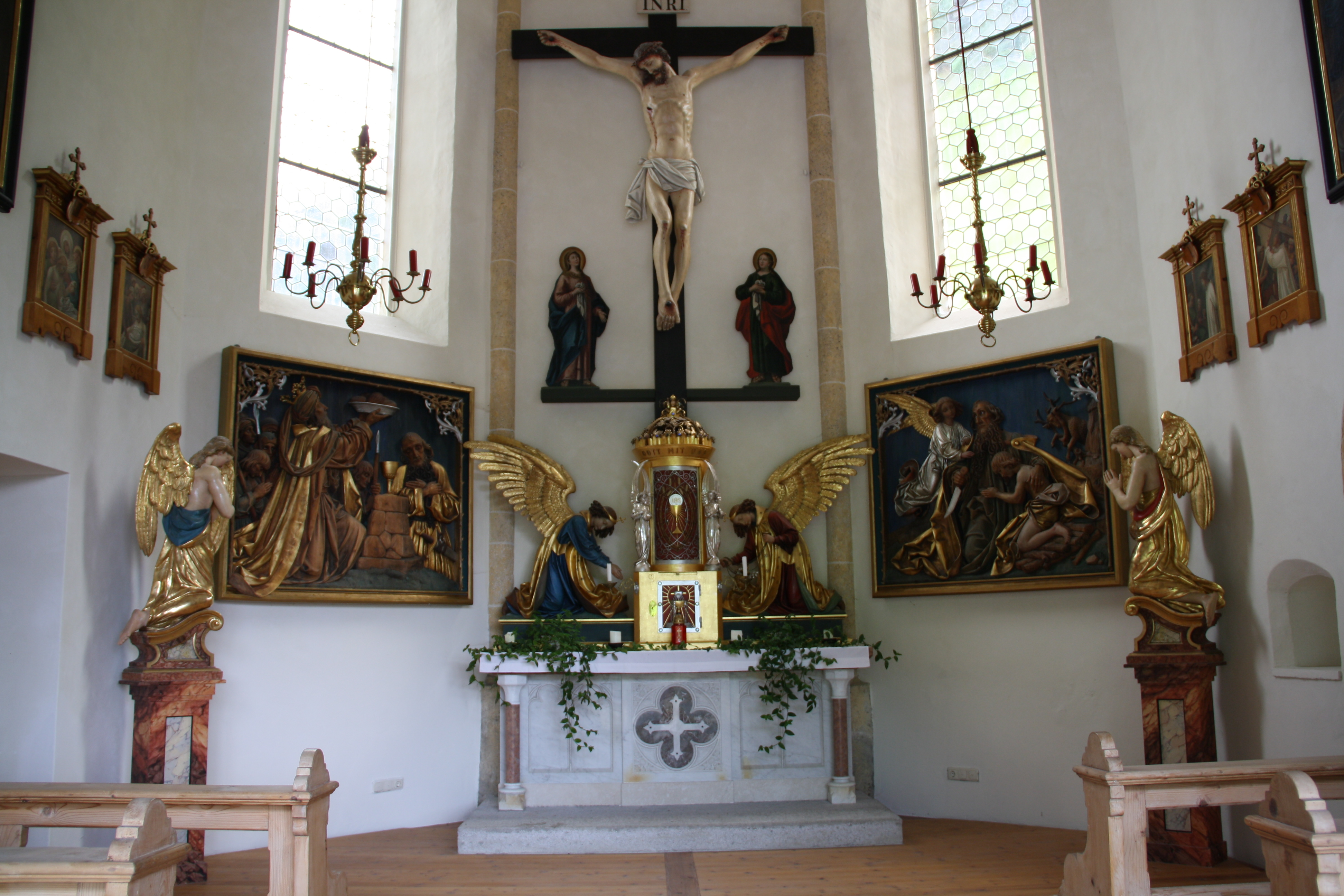
Chor, Hochaltar

Die Alte Pfarrkirche Navis steht etwas oberhalb der Neuen Pfarrkirche in der Gemeinde Navis im Bezirk Innsbruck-Land in Bundesland Tirol. Die dem Patrozinium hl. Christophorus unterstellte römisch-katholische Pfarrkirche gehört zum Dekanat Matrei am Brenner in der Diözese Innsbruck. Die Kirche und der Friedhof stehen unter Denkmalschutz (Listeneintrag).

## Geschichte
Urkundlich wurde 1577 die Kirche genannt. Die Kirche wurde 1756 durch Franz de Paula Penz barockisiert. 1905 wurde das Langhaus um ein Joch erweitert und die Kirche regotisiert. 1965 wurde die Kirche wegen einer Hangrutschung geschlossen. 1970 erfolgte für die Nutzung als Totenkapelle der Abbruch des Langhauses und der Bau einer Vorhalle nach den Plänen von Clemens Holzmeister.

## Architektur
Vom Kirchenbau ist nur noch der spätgotische Chor mit dem Südturm erhalten, die Kirche ist von einem Friedhof umgeben.
Der Restbau hat ein nach Osten abgewalmtes Satteldach. Der einjochige Chor hat einen Dreiseitschluss mit gestuften Eckstreben und zwei Spitzbogenfenstern. Nördlich steht ein barocker Sakristeianbau. Der Turm hat rundbogige Schallfenster, über einem breiten Gesims ist ein verjüngtes Oktogongeschoß mit einer geschweiften Haube.
Das Kircheninnere zeigt einen Chor unter einem Stichkappengewölbe über halbrunden Diensten auf Konsolen. Der Triumphbogen ist vermauert und hat ein rundbogiges Portal. Südlich befindet sich eine Türrahmung mit einer Verstäbung.

## Ausstattung
Die polychromen Holzreliefs an den Chorschrägen schuf Josef Bachlechner der Ältere 1913, links Opfer Abrahams und rechts Opfer Melchisedechs. Über dem Portal zeigt das ehemalige Altarblatt die Heiligen Christophorus und Jakobus gemalt von Rupert Meier 1739.